# Olympische Winterspiele 1992/Teilnehmer (Marokko)
| Gelbes Symbol für Goldmedaillen mit stilisierten Olympischen Ringen | Graues Symbol für Silbermedaillen mit stilisierten Olympischen Ringen | Braundes Symbol für Bronzemedaillen mit stilisierten Olympischen Ringen |
| ------------------------------------------------------------------- | --------------------------------------------------------------------- | ----------------------------------------------------------------------- |
| —                                                                   | —                                                                     | —                                                                       |

Marokko nahm an den Olympischen Winterspielen 1992 im französischen Albertville mit einer Delegation von zwölf Athleten in zwei Disziplinen teil, davon zehn Männer und zwei Frauen. Ein Medaillengewinn gelang keinem der Athleten.

## Teilnehmer nach Sportarten

### Ski Alpin
Männer
- Brahim Id Abdellah
Super-G: 92. Platz (1:49,65 min)

- El-Noureddine Bouchaal
Riesenslalom: 86. Platz (3:22,30 min)

- Hicham Diddou
Riesenslalom: disqualifiziert
Slalom: im Vorlauf ausgeschieden

- Brahim Izdag
Super-G: 93. Platz (2:08,31 min)
Slalom: Rennen nicht beendet

- El-Hassan Mahta
Super-G: 91. Platz (1:41,06 min)
Riesenslalom: disqualifiziert
Slalom: 60. Platz (2:57,46 min)

- Mustapha Naitlhou
Riesenslalom: 84. Platz (3:17,32 min)

- Brahim Ait Sibrahim
Super-G: 89. Platz (1:38,60 min)
Riesenslalom: 78. Platz (2:54,22 min)
Slalom: 52. Platz (2:30,00 min)

Frauen
- Ghalia Sebti
Riesenslalom: 43. Platz (3:07,66 min)
Slalom: Rennen nicht beendet

- Nawal Slaoui
Super-G: disqualifiziert
Riesenslalom: Rennen nicht beendet
Slalom: 41. Platz (2:17,07 min)

### Skilanglauf
Männer
- Faissal Cherradi
10 km klassisch: 110. Platz (1:11:07,4 h)
15 km Verfolgung: 99. Platz (2:27:37,8 h)

- Mohamed Oubahim
10 km klassisch: 108. Platz (47:32,6 min)
15 km Verfolgung: 98. Platz (2:03:08,2 h)

- Mustapha Tourki
10 km klassisch: 107. Platz (46:15,1 min)
15 km Verfolgung: 96. Platz (1:49:09,1 h)